# Organisation égyptienne des droits de l'homme
L'Organisation égyptienne des droits de l'homme (OEDH) (en anglais : Egyptian Organization for Human Rights, EOHR) est une organisation qui agit contre les violations des droits de l'homme, en coopération avec les Nations unies et d'autres organisations internationales et régionales des droits de l'homme.

## Historique
Fondée en 1985, l'OEDH est considérée comme l'une des plus anciennes organisations non gouvernementales (ONG) en Égypte. Son siège est au Caire.
L'OEDH compte un effectif national de 2 300 personnes et possède 17 branches provinciales situées dans chacun des districts égyptiens.
L’organisation à but non lucratif travaille dans le cadre des principes établis dans la Déclaration universelle des droits de l'homme et d'autres instruments internationaux relatifs aux droits indépendamment de l'identité ou l'appartenance de la victime ou du contrevenant. Elle agit contre les violations gouvernementales et non gouvernementales des droits de l'homme
L’OEDH fait partie du plus vaste mouvement international et arabe des droits humains. Il coopère avec les organes des Nations unies ainsi qu'avec d'autres organisations internationales et régionales des droits de l'homme. L’OEDH a été enregistrée au Ministère des affaires sociales en 2003 sous le no  5220/2003.

## Description

### Statut international
Il a été accordé à l’ONG le statut de consultatif spécial auprès du Conseil économique et social des Nations unies en 2006. Ce statut consultatif lui permet de profiter d’une interaction plus étroite avec l'Organisation des Nations unies en participant aux activités du Conseil des droits de l'homme des Nations unies, conformément à la décision ECOSOC 31/1996.
Cette décision visait à renforcer les principes des droits de l'homme consacrés dans la déclaration universelle des droits de l'homme, la Déclaration de Vienne et tous les autres documents internationaux relatifs aux droits. Elle est également membre de cinq organisations internationales : la Fédération internationale des ligues des droits de l'homme (FIDH), l'Organisation arabe des droits humains (OADH), l'Organisation mondiale contre la torture (OMCT), la Commission internationale de juristes (CIJ) et l'International Freedom of Expression Exchange (IFEX).

### Objectifs
L’OEDH travaille depuis sa création et dans son ensemble :
- Pour assurer le respect des droits de l'homme et des libertés fondamentales de tous les Égyptiens et non-Égyptiens qui sont en Égypte, conformément à la Déclaration universelle des droits de l'Homme et autres instruments internationaux relatifs aux droits. Il s'agit, en particulier, du Pacte international relatif aux droits civils et politiques (PIDCP), le Pacte international relatif aux droits économiques, sociaux et culturels (PIDESC) et la Déclaration des Nations unies sur l'élimination de toutes les formes de discrimination raciale. L’OEDH défend les droits de l'Homme de tous les individus et les groupes contre toutes les formes de violation.
- Pour réformer la constitution égyptienne et la législation afin de les mettre en conformité avec les pactes internationaux relatifs aux droits de l'homme et des conventions.
- Pour promouvoir la primauté du droit et le plein respect pour un pouvoir judiciaire indépendant.
- Pour garantir le droit à la participation aux affaires publiques, sans discrimination due à l'opinion, la religion, le sexe, la race ou la couleur.
- Pour garantir la liberté d'opinion et d'expression, en plus de l'invention artistique et littéraire.
- Pour garantir la liberté de croyance, de pensée et de religion.
- Elle essaie de garantir un procès équitable pour tous les accusés devant un juge compétent quel que soit le type de charge et de leur accorder une aide juridique dans la mesure du possible.
- Pour appeler à la libération de ceux qui sont détenus, ou dont les libertés sont limitées, en raison de l'expression pacifique de leurs opinions ou en raison de leurs croyances, leur religion, leur race, leur sexe ou leur couleur.
- Pour fournir une aide juridique aux victimes d'infractions contre la liberté d'opinion et d'expression. En outre, pour aider les prisonniers et détenus qui sont soumis à la torture ou autres traitements cruels, inhumains ou dégradants.
- Afin d'assurer que les règlements pénitentiaires et le traitement des prisonniers soient en conformité avec les règles internationales minimales pour le traitement des détenus.

### Méthodes de travail
L’OEDH adopte des méthodes pacifiques pour promouvoir et défendre les droits de l'homme. Elle estime que la promotion des droits de l'Homme est un objectif commun pour toute la communauté internationale, en ce sens, elle est déterminée à s’engager dans sa lutte pacifique contre les violations des droits de l'homme.
Les moyens d'actions sont nombreux. L'OEDH peut effectuer des missions d'enquête, comme des visites de prisons pour recueillir de témoignages, des documents et des informations sur les violations des droits de l'homme. Face à des problèmes urgents, l'organisation publie des communiqués de presse et des rapports. Tout au long de l'année, elle sensibilise les individus sur les questions relatives aux droits de l'homme à travers des évènements divers (conférences, séminaires, etc.).
Ces actions s'effectuent en général avec des organismes, gouvernementaux ou non, et des organisations internationales, régionales et nationales.

### Structure organisationnelle
L'Assemblée générale des membres cotisants détient l'autorité suprême dans l'OEDH. Une réunion de l'Assemblée générale est convoquée une fois tous les deux ans pour examiner et évaluer les progrès de l'organisation et à l'élection du conseil d'administration. Le Conseil d'administration est l'organe politique de décision au sein de l'OEDH et est dirigé par le président. Il est composé de quinze membres élus, et jusqu'à quatre autres personnalités de premier plan dans le domaine des droits de l'homme peuvent être invités par le Conseil d'administration.
Le Conseil d'administration est composé du secrétaire général, du trésorier et des représentants des principaux comités de l'organisation. Le Conseil exécutif, dirigé par le Secrétaire général, est responsable pour les activités quotidiennes de  l'ODER et pour toutes les décisions prises dans l'intervalle entre les réunions du conseil d'administration.
L'OEDH a cinq départements de fond et inter-reliés :
L'Unité de Travail sur le terrain
Cette unité se compose d'une équipe de juristes formés au travail d'enquête. Ils recevoir des allégations de violations des droits de l'homme et enquêter sur fond de chaque cas. Une grande partie de leur travail se déroule dans le domaine, sur le terrain, dans les prisons, les tribunaux, dans les centres de détention, dans les maisons, partout informations peuvent être trouvées. L'avocat de l'enquête rédige un rapport officiel sur chaque cas.
Ensuite, en fonction de la nature et le fond de l'affaire, l'affaire peut être retiré de l'examen ou une enquête plus approfondie. Appels et demandes de renseignements peuvent être adressées aux autorités compétentes et les plaignants peuvent recevoir gratuitement un conseiller juridique afin qu'ils puissent poursuivre un costume formel. Tous les services mis à la disposition des victimes de violations des droits de l'homme sont tout à fait gratuitement.
Le projet Women's Aid juridique (WLAP)
Cette unité gère les problèmes de droits humains traitant de questions relatives aux femmes. Ces problèmes sont notamment les questions conjugales et familiales ainsi que la discrimination sexuelle. WLAP s'engage en soutenant des campagnes qui mettent l'accent sur les questions relatives aux femmes et coordonne un programme d'éducation et de formation visant à accroître l'alphabétisation juridique des femmes dans les régions pauvres de l'Égypte.
L'Unité de recherche et publications
Cette unité effectue des recherches universitaires sur les questions de droits de l'homme, analyse les matières premières des violations des droits de l'homme fournis par l'unité de travail et le WLAP. Ce bureau est chargé de produire des rapports de l'EOHR et notre lien de routine pour les médias arabes.
L'Unité internationale et traduction
Cette unité coordonne les partenariats EOHR avec d'autres organisations des droits de l'homme partout dans le monde non-arabe. Ce bureau coordonne également notre combat sans fin pour nous doter des ressources financières nécessaires pour atteindre nos objectifs. En outre, il est responsable de la traduction de la littérature tous les EOHR en anglais de sorte qu'il peut être partagé avec le monde anglo-saxon.
Le Projet d'aide juridique aux réfugiés
Ce projet a été créé en 2001 entre l'EOHR et l'Université américaine du Caire. Cette unité fournit une aide juridique à ceux qui cherchent le statut de réfugié en Égypte et il fonctionne dans le cadre du Haut Commissariat des Nations unies pour les réfugiés (HCR).

### Campagnes en cours
Aujourd'hui, on peut distinguer de nombreuses campagnes d'actions : contre la torture, les conditions inhumaines de détention et pour la liberté de pensée et de croyance, le rétablissement des droits des prisonniers de guerre égyptiens et l'annulation de l’État d'urgence en Égypte.